# السفارة السعودية في سويسرا
سفارة المملكة العربية السعودية في سويسرا، هي بعثة دبلوماسية سعودية تقع في العاصمة السويسرية برن ويترأس السفير عادل بن سراج مرداد.

## وصلات خارجية
- موقع سفارة المملكة العربية السعودية السعودية في سويسرا
- (بالعربية) وزارة الخارجية السعودية
- (بالإنجليزية) Ministry of Foreign Affairs of Kingdom of Saudi Arabia